# Kentaro Seki
Kentaro Seki (関 憲太郎 Seki Kentaro?), född 9 mars 1986 i Gunma prefektur, är en japansk fotbollsspelare.
Seki började sin karriär 2008 i Vegalta Sendai. 2010 blev han utlånad till Yokohama FC. Han spelade 59 ligamatcher för klubben. Han gick tillbaka till Vegalta Sendai 2013.